# Storm Catcher
Storm Catcher ist ein US-amerikanischer Actionfilm von Anthony Hickox aus dem Jahr 1999 mit dem schwedischen Schauspieler Dolph Lundgren in der Rolle des Air-Force-Piloten Jack Halloway.

## Handlung
Der angesehene Air-Force-Pilot Jack Halloway wird verdächtigt, den Prototyp des neu entwickelten High-Tech Bombers „Storm Catcher“ gestohlen zu haben. Die Beweise gegen ihn sind erdrückend und er scheint eindeutig schuldig. Die Anklage lautet auf Hochverrat, doch bei der Überführung in das Gefängnis kann Halloway fliehen. Er weiß, dass nur er allein seine Unschuld beweisen und die wahren Täter bloßstellen kann. Auf seiner Flucht steht ihm nur sein langjähriger Freund und Kollege Leutnant Sparks zur Seite.
Gemeinsam finden sie heraus, dass die Täter bis in die höchsten Kreise des US-Militärs zu finden sind und nur ein Ziel haben: einen Krieg im eigenen Land zu führen. Halloway kämpft nun nicht nur verzweifelt für seine Rehabilitierung, sondern auch gegen einen übermächtig scheinenden Gegner, der die Vereinigten Staaten mit Terror überziehen will. In einem mörderischen Showdown kann Halloway seine Widersacher stoppen und einen Krieg auf eigenem Boden verhindern.

## Kritiken
„Eine abstruse Geschichte, die ihren simplen Plot mit zahlreichen Härten erzählt, keine Klischees scheut und durch mitunter schwachsinnige verlaufende Kampfszenen auch keine Spannung erzeugen kann.“

„Weder Höhenflug noch Bruchlandung“